# Oslov
Oslov település Csehországban, Píseki járásban. Oslov Ostrovec, Kučeř, Jetětice, Varvažov, Květov, Zvíkovské Podhradí, Temešvár, Vojníkov és Vlastec településekkel határos. Lakosainak száma 348 fő (2024. január 1.).

## Népesség
A település lakosságának változását az alábbi diagram mutatja:
| Lakosok száma | 1009 | 967  | 741  | 470  | 349  | 288  | 339  | 337  | 339  | 348  |
|               | 1869 | 1890 | 1921 | 1950 | 1980 | 2001 | 2017 | 2019 | 2022 | 2024 |